# Dernière Année (film, 2018)
Pour plus de détails, voir Fiche technique et Distribution.
Dernière Année est une comédie américaine écrite et réalisée par Bo Burnham, sorti en 2018.
Ce récit initiatique suit la vie d'une élève de troisième, jouée par Elsie Fisher, pendant sa dernière semaine de cours avant d'entrer au lycée. Elle souffre d'anxiété sociale mais publie des vidéos où elle donne des conseils de vie.
Burnham s'est inspiré de ses propres problèmes d'anxiété quand il a commencé à travailler sur le scénario en 2014 et a rencontré des difficultés pour financer le projet jusqu'en 2016,,. Le tournage a commencé à Suffern et White Plains au cours de l'été 2017. Elsie Fisher a été retenu pour le rôle principal après s'être fait remarquer par Burnham sur YouTube. Le reste de la distribution comprend également Josh Hamilton et Emily Robinson. Les thématiques abordées par le film font notamment intervenir les réseaux sociaux, ainsi que la santé mentale de la génération Z, la sexualité et le consentement.
Le film est sélectionné pour être projeté dans la section US Dramatic Competition au Festival de Sundance 2018. Après avoir été diffusé dans d'autres festivals, le film sort dans les salles américaines le 13 juillet 2018.
Dernière Année a été largement acclamé par les critiques,,, ces derniers saluant le travail de Burnham au scénario et à la réalisation, ainsi que la performance de Fisher,. Il a été sélectionné par la National Board of Review et l'American Film Institute comme un des dix meilleurs films de 2018. Le film a reçu de nombreuses récompenses et nominations, notamment une nomination aux Golden Globes pour Fisher.

## Synopsis
Kayla Day est une élève de 13 ans au cours de sa dernière semaine en Middle School (Eighth Grade, équivalent français classe de quatrième). Elle poste des vidéos sur YouTube où elle donne des conseils sur l'estime de soi qui n'obtiennent que peu ou pas de vues. Timide et éprouvant des difficultés à se faire des amis, elle est élue élève la plus discrète par ses camarades de classe. Dans le même temps, Mark, son père qui l'élève seul, a du mal à interagir avec elle et à la faire émerger des réseaux sociaux.
Elle est invitée à une fête par une de ses camarades de classe, Kennedy, qui s'est fait en réalité forcer la main par sa mère. À la fête, Kayla a une crise d'angoisse dans la salle de bain mais finit par sortir et rejoindre les autres pour nager. Elle rencontre Gabe, le cousin extravagant de Kennedy. Après avoir essayé de quitter la fête, Kayla a une rencontre gênante avec Aiden, pour qui elle a le béguin, qui lui propose de rejoindre le groupe. Elle surmonte sa peur et se porte volontaire pour participer à l'animation karaoké.
En apprenant qu'Aiden a rompu avec sa dernière copine parce qu'elle avait refusé de lui envoyer des photos dénudés, Kayla lui fait croire qu'elle a un dossier sur son téléphone contenant des photos coquines d'elle-même, une histoire inventée qui suscite son intérêt. Il lui demande si elle donne des fellations, ce à quoi elle répond par l'affirmative, incertaine de la réponse à donner. Elle regarde plus tard sur YouTube des vidéos tutoriels à propos du sexe oral, qui la dégoûtent.
Kayla participe à un programme de découverte de la High school, où elle rencontre Olivia, une élève de Terminale enthousiaste et amicale qui lui fait découvrir l'établissement et le quotidien. Olivia donne son numéro de téléphone à Kayla, et l'invite plus tard à une sortie au centre commercial avec des amis à elle. Ils passent un bon moment, même si Kayla remarque que son père l'observe de loin et est obligée de lui demander de partir, gênée. L'amie d'Olivia, Riley, ramène Kayla chez elle tard le soir. Il la pousse à jouer à Action ou vérité ?, lui posant des questions sur ses expériences sexuelles, retirant son T-shirt et l'incitant à faire de même. Elle refuse et il finit par céder, lui expliquant, vexée, qu'il voulait juste l'aider à lui faire gagner de l'expérience. Kayla s'effondre en rentrant chez elle et est réconfortée par son père. Elle fait une vidéo où elle annonce arrêter la production de vidéos, déclarant qu'elle n'est pas la personne qu'elle prétend être et qu'elle ne se sent pas légitime à donner des conseils.
Kayla rouvre alors une capsule temporelle qu'elle avait faite pour elle-même en entrant en Middle school. Elle regarde une vidéo qu'elle avait faite où elle s'adressait à elle maintenant, lui posant des questions sur ses amis et sa vie amoureuse. Elle demande de l'aide à son père pour brûler sa capsule temporelle et lui demande si elle le rend triste. Il lui répond qu'elle le remplit de fierté et qu'il ne pourrait jamais être triste d'elle. Elle finit par le serrer dans ses bras.
Lors de la remise des diplômes, Kayla règle ses comptes avec Kennedy, lui reprochant de ne pas avoir répondu à sa lettre de remerciements consécutive à la fête chez elle et de l'ignorer complètement en dépit de ses efforts pour être gentille avec elle. Elle va manger plus tard chez Gabe et ils passent un bon moment ensemble. Kayla fait une nouvelle capsule temporelle et l'enterre dans son jardin avec son père. Elle y laisse un message pour la fin du lycée, l'encourageant à persévérer dans les moments difficiles.

## Fiche technique
- Titre original : Eighth Grade
- Titre français : Dernière Année
- Réalisation : Bo Burnham
- Scénario : Bo Burnham
- Photographie : Andrew Wehde
- Montage : Jennifer Lilly
- Musique : Anna Meredith
- Sociétés de production :
  - A24 Films
  - IAC Films
  - Scott Rudin Productions
- Sociétés de distribution :
  - A24 Films (États-Unis)
  - Sony Pictures Releasing (International)
- Pays d'origine : États-Unis
- Langue originale : anglais
- Format : couleur
- Genre : comédie
- Durée : 94 minutes
- Dates de sortie :
  - États-Unis : 19 janvier 2018 (Festival de Sundance)
  - États-Unis : 13 juillet 2018

## Distribution
- Elsie Fisher : Kayla Day
- Josh Hamilton : Mark Day
- Emily Robinson : Olivia
- Jake Ryan (en) : Gabe
- Daniel Zolghadri : Riley
- Fred Hechinger : Trevor
- Imani Lewis : Aniyah
- Luke Prael : Aiden
- Catherine Oliviere : Kennedy

## Récompenses[17]
Le film a obtenu de nombreuses récompenses, parmi lesquelles : 

### Nominations
- Golden Globes - Meilleure performance filmique d'actrice - Film comique ou musical pour Elsie Fisher
- Chicago Film Critics Association Award - Meilleur scénario original pour Eighth Grade et Réalisateur le plus prometteur pour Bo Burnham
- Chicago Independent Film Critics Circle Awards - Meilleur film indépendant et Impact award pour Bo Burnham
- San Diego Film Critics Society Award - Meilleur réalisateur et Meilleure révélation artistique pour Bo Burnham
- Sundance Film Festival - Prix du Grand Jury en 2018
- Alliance of Women Film Journalists - Meilleure écriture et scénario original pour Bo Burnham (EDA Award) et Meilleure performance révélatrice pour Elsie Fisher (EDA Female Focus Award)
- Atlanta Film Critics Circle - Top 10 des films
- Austin Film Critics Association - Meilleure actrice et révélation pour Elsie Fisher et Meilleur scénario pour Bo Burnham
- Awards Circuit Community Awards - Meilleur scénario original pour Bo Burnham et Meilleur long-métrage pour Eli Bush, Scott Rudin, Christopher Storer et Lila Yacoub.
- Broadcast Film Critics Association Awards - Meilleur scénario original et Meilleure actrice comique pour Elsie Fisher
- Central Ohio Film Critics Association - Meilleure actrice pour Elsie Fisher et Meilleur révélation filmique pour Elsie Fisher, Meilleur composition et Meilleure photographie

### Prix remportés
- Boston Society of Film Critics Award - Meilleur nouveau réalisateur pour Bo Burnham
- Directors Guild of America Award - Meilleure réalisation d'un premier film
- National Board of Review Award - Meilleurs débuts de réalisateur pour Bo Burnham
- New York Film Critics Circle Award - Meilleur premier film
- San Diego Film Critics Society Award - Meilleur scénario original
- Writers Guild of America Award - Meilleur scénario original
- AFI Awards : Film de l'année
- Atlanta Film Critics Circle - Révélation pour Elsie Fisher
- Austin Film Critics Association - Meilleur film, top 10 des films et récompense spécial honoraire pour Bo Burnham, Josh Hamilton et Elsie FIsher
- Broadcast Film Critics Association Awards - Meilleure jeune actrice pour Elsie Fisher
- Central Ohio Film Critics Association - Meilleure révélation artistique pour Bo Burnham (réalisation et écriture) et Meilleur scénario original
- Chicago Film Critics Association Award - Actrice la plus prometteuse pour Elsie Fisher
- Chicago Independent Film Critics Circle Awards - Meilleur scénario original et Meilleure actrice pour Elsie Fisher
- Dublin International Film Festival - Prix spécial du jury pour Bo Burnham